# Куп'янськ-Вузлова селищна рада
Куп'я́нськ-Вузлова́ се́лищна ра́да — орган місцевого самоврядування у складі Куп'янської міської ради Харківської області. Адміністративний центр — селище міського типу Куп'янськ-Вузловий.

## Загальні відомості
- Куп'янськ-Вузлова селищна рада утворена в 1946 році.
- Територія ради: 4,42 км²
- Населення ради: 9 789 осіб (станом на 2001 рік)
- Територією ради протікає річка Оскіл.

## Населені пункти
Селищній раді підпорядковані населені пункти:
- смт Куп'янськ-Вузловий

## Склад ради
Рада складається з 30 депутатів та голови.
- Голова ради: Сергієнко Віталій Олександрович
- Секретар ради: Водоп'янова Раїса Михайлівна

### Керівний склад попередніх скликань
| ПІБ                             | Основні відомості                                                                     | Дата обрання | Дата звільнення |
| ------------------------------- | ------------------------------------------------------------------------------------- | ------------ | --------------- |
| Омеліч Сергій Іванович          | Селищний голова, 1952 року народження, освіта вища, безпартійний                      | 26.03.2006   | 31.10.2010      |
| Омеліч Сергій Іванович          | Селищний голова, 1952 року народження, освіта вища, член Комуністичної партії України | 01.11.2010   | 14.12.2015      |
| Сергієнко Віталій Олександрович | Селищний голова, 1971 року народження, освіта вища, член партії «Відродження»         | 14.12.2015   |                 |

Примітка: таблиця складена за даними джерела

### Депутати
За результатами місцевих виборів 2015 року депутатами ради стали:

#### За суб'єктами висування
| Суб'єкт висування    | Кількість обраних депутатів | %    |
| -------------------- | --------------------------- | ---- |
| Партія «Відродження» | 25                          | 83,3 |
| Партія регіонів      | 5                           | 16,7 |

#### За округами
| № округу             | Прізвище, ім'я, по батькові         | Дата визнання обраним | Освіта         | Партійна приналежність    | Відомості про обраного депутата                                                                          |
| -------------------- | ----------------------------------- | --------------------- | -------------- | ------------------------- | --- |
| Партія «ВІДРОДЖЕННЯ» |                                     |                       |                |                           | |
| 1                    | Разіньков Віталій Іванович          | 01.11.2010            | Освіта вища    | член Партії «ВІДРОДЖЕННЯ» | Куп'янська колійно-машинна станція № 133, заступник начальника                                           |
| 3                    | Капій Ірина Вікторівна              | 01.11.2010            | Освіта вища    | позапартійна              | Куп'янська гімназія № 3, вчитель                                                                         |
| 4                    | Пліс Павло Васильович               | 01.11.2010            | Освіта вища    | член Партії «ВІДРОДЖЕННЯ» | Куп'янська колійно-машинна станція № 133, головний інженер                                               |
| 5                    | Демідкін Сергій Віталійович         | 01.11.2010            | Освіта вища    | член Партії «ВІДРОДЖЕННЯ» | Куп'янськ-Вузлова дистанція колії № 15, головний інженер                                                 |
| 6                    | Чуйко Віктор Григорович             | 01.11.2010            | Освіта вища    | член Партії «ВІДРОДЖЕННЯ» | Куп'янська дистанція електропостачання № 5, начальник                                                    |
| 7                    | Єрьома Володимир Васильович         | 01.11.2010            | Освіта вища    | член Партії «ВІДРОДЖЕННЯ» | Куп'янськ-Вузлова дистанція колії № 15, заступник начальника дистанції з кадрів                          |
| 8                    | Воскресенський Сергій Дмитрович     | 01.11.2010            | Освіта вища    | член Партії «ВІДРОДЖЕННЯ» | Куп'янська дистанція електропостачання № 5, заступник начальника                                         |
| 9                    | Татаринов Валерій Павлович          | 01.11.2010            | Освіта середня | член Партії «ВІДРОДЖЕННЯ» | Локомотивне депо Куп'янськ, черговий по депо                                                             |
| 10                   | Безкоровайний Григорій Миколайович  | 01.11.2010            | Освіта вища    | член Партії «ВІДРОДЖЕННЯ» | Куп'янська дистанція сигналізації та електрозв'язку № 12, головний інженер                               |
| 12                   | Пожидаєв Юрій Антонович             | 01.11.2010            | Освіта середня | член Партії «ВІДРОДЖЕННЯ» | Куп'янське будівельно-монтажне експлуатаційне управління № 4, заступник начальника                       |
| 13                   | Головатюк Валерій Миколайович       | 01.11.2010            | Освіта вища    | член Партії «ВІДРОДЖЕННЯ» | Локомотивне депо Куп'янськ, інженер з приймання локомотивів                                              |
| 14                   | Собчишин Олександр Миколайович      | 01.11.2010            | Освіта вища    | член Партії «ВІДРОДЖЕННЯ» | Куп'янська дистанція сигналізації та електрозв'язку № 12, електромеханік                                 |
| 15                   | Ватащук Володимир Ілліч             | 01.11.2010            | Освіта середня | член Партії «ВІДРОДЖЕННЯ» | Локомотивне депо Куп'янськ, машиніст електровоза                                                         |
| 16                   | Ревенко Ніна Станіславівна          | 01.11.2010            | Освіта середня | член Партії «ВІДРОДЖЕННЯ» | Станція Куп'янськ-Сортувальний, чергова по сортувальній гірці                                            |
| 18                   | Олійников Олександр Дмитрович       | 01.11.2010            | Освіта вища    | член Партії «ВІДРОДЖЕННЯ» | Відновний поїзд Куп'янськ, заступник начальника                                                          |
| 19                   | Ковшар Алла Петрівна                | 01.11.2010            | Освіта вища    | позапартійна              | Куп'янський Навчально-виховний комплекс № 7, вчитель                                                     |
| 22                   | Штельмахова Надія Анатоліївна       | 01.11.2010            | Освіта вища    | член Партії «ВІДРОДЖЕННЯ» | Куп'янська дирекція залізничних перевезень Південної залізниці, начальник відділу                        |
| 23                   | Сергієнко Віталій Олександрович     | 01.11.2010            | Освіта вища    | член Партії «ВІДРОДЖЕННЯ» | Харківська вагонна дільниця Південної залізниці, заступник начальника                                    |
| 24                   | Кожем'яка Микола Петрович           | 01.11.2010            | Освіта вища    | позапартійний             | Куп'янська відділкова лікарня, лікар-хірург                                                              |
| 25                   | Хапьорський Олександр В'ячеславович | 01.11.2010            | Освіта вища    | член Партії «ВІДРОДЖЕННЯ» | Куп'янський регіональний відділ матеріально-технічного забезпечення Південної залізниці, начальник       |
| 26                   | Удовицька Вікторія Вікторівна       | 01.11.2010            | Освіта вища    | член Партії «ВІДРОДЖЕННЯ» | Куп'янська дирекція залізничних перевезень Південної залізниці, заступник начальника фінансового відділу |
| 27                   | Кутько Лідія Іванівна               | 01.11.2010            | Освіта середня | член Партії «ВІДРОДЖЕННЯ» | пенсіонер                                                                                                |
| 28                   | Рибаков Валерій Семенович           | 01.11.2010            | Освіта вища    | член Партії «ВІДРОДЖЕННЯ» | Локомотивне депо Куп'янськ, помічник начальника депо з кадрів і соціальних питань                        |
| 29                   | Куріпка Олександр Миколайович       | 01.11.2010            | Освіта вища    | член Партії «ВІДРОДЖЕННЯ» | Куп'янська дистанція електропостачання № 5, інженер з охорони праці                                      |
| 30                   | Гарбузов Сергій Миколайович         | 01.11.2010            | Освіта вища    | член Партії «ВІДРОДЖЕННЯ» | Куп'янське будівельно-монтажне експлуатаційне управління № 4, головний інженер                           |
| Партія регіонів      |                                     |                       |                |                           | |
| 2                    | Харасик Олександр Петрович          | 01.11.2010            | Освіта середня | член Партії регіонів      | приватний підприємець                                                                                    |
| 11                   | Водоп'янова Раїса Михайлівна        | 01.11.2010            | Освіта вища    | член Партії регіонів      | Куп'янськ-Вузловська селищна рада, секретар ради                                                         |
| 17                   | Водоп'янова Руслана Олександрівна   | 01.11.2010            | Освіта вища    | член Партії регіонів      | Харківська обласна державна адміністрація, старший інспектор                                             |
| 20                   | Призенко Ольга Юріївна              | 01.11.2010            | Освіта середня | член Партії регіонів      | Магазин приватного підприємця, продавчиня                                                                |
| 21                   | П'яниця Валентина Василівна         | 01.11.2010            | Освіта середня | член Партії регіонів      | пенсіонер                                                                                                |